# Martin Ponsiluoma
Martin Ponsiluoma (Östersund, 8 settembre 1995) è un biatleta svedese.

## Biografia
Figlio di Jyrki, fondista attivo tra la fine degli anni 1980 e i primi anni 1990, in Coppa del Mondo ha esordito il 5 gennaio 2017 a Oberhof (86º in sprint) e ha ottenuto la prima vittoria, nonché primo podio, il 7 gennaio 2018 nella medesima località (in staffetta). Ai XXIII Giochi olimpici invernali di Pyeongchang 2018, sua prima presenza olimpica, si è classificato 38º nell'individuale. Il 20 dicembre 2018 è salito per la prima volta sul podio individuale in Coppa del Mondo nella sprint di Nové Město na Moravě (3º); ai successivi Mondiali di Östersund 2019, sua prima rassegna iridata, si è piazzato 47º nell'individuale e 7º nella staffetta, mentre a quelli di Anterselva 2020 è stato 27º nella sprint, 23º nell'inseguimento, 29º nell'individuale, 29º nella partenza in linea e 10º nella staffetta.
Ai Mondiali di Pokljuka 2021 ha vinto la medaglia d'oro nella sprint (successo che ha rappresentato anche la sua prima vittoria individuale in Coppa del Mondo), quella d'argento nella staffetta e quella di bronzo nella staffetta mista, si è inoltre classificato 12º nell'inseguimento, 34º nell'individuale e 19º nella partenza in linea. Ai XXIV Giochi olimpici invernali di Pechino 2022 ha vinto la medaglia d'argento nella partenza in linea ed è stato 6º nella sprint, 11º nell'inseguimento, 12º nell'individuale, 5º nella staffetta e 4º nella staffetta mista; ai Mondiali di Oberhof 2023 ha vinto la medaglia d'argento nella partenza in linea, quella di bronzo nella staffetta e si è classificato 18º nella sprint, 18º nell'inseguimento, 11º nell'individuale e 9º nella staffetta mista, a quelli di Nové Město na Moravě 2024 ha conquistato la medaglia d'oro nella staffetta, quella di bronzo nella staffetta mista e si è piazzato 10º nella sprint, 7º nell'inseguimento, 39º nell'individuale e 13º nella partenza in linea e a quelli di Lenzerheide 2025 è stato 27º nella sprint, 9º nell'inseguimento, 19º nell'individuale, 5º nella partenza in linea, 4º nella staffetta e 5º nella staffetta mista.

## Palmarès

### Olimpiadi
- 1 medaglia:
  - 1 argento (partenza in linea a Pechino 2022)

### Mondiali
- 7 medaglie:
  - 2 ori (sprint[2] a Pokljuka 2021; staffetta a Nové Město na Moravě 2024)
  - 2 argenti (staffetta[2] a Pokljuka 2021; partenza in linea a Oberhof 2023)
  - 3 bronzi (staffetta mista[2] a Pokljuka 2021; staffetta a Oberhof 2023; staffetta mista a Nové Město na Moravě 2024)

### Europei
- 1 medaglia:
  - 1 oro (staffetta mista a Minsk-Raubichi 2019)

### Coppa del Mondo
- Miglior piazzamento in classifica generale: 5º nel 2023
- 31 podi (10 individuali, 21 a squadre), oltre a quelli conquistati in sede iridata e validi anche ai fini della Coppa del Mondo:
  - 6 vittorie (1 individuale, 5 a squadre)
  - 11 secondi posti (4 individuali, 7 a squadre)
  - 14 terzi posti (5 individuali, 9 a squadre)

#### Coppa del Mondo - vittorie
| Data             | Località    | Nazione   | Specialità                                                          |
| ---------------- | ----------- | --------- | ------------------------------------------------------------------- |
| 7 gennaio 2018   | Oberhof     | Germania  | RL (con Jesper Nelin, Sebastian Samuelsson e Fredrik Lindström)     |
| 16 dicembre 2018 | Hochfilzen  | Austria   | RL (con Peppe Femling, Torstein Stenersen e Sebastian Samuelsson)   |
| 13 dicembre 2020 | Hochfilzen  | Austria   | RL (con Peppe Femling, Jesper Nelin e Sebastian Samuelsson)         |
| 29 novembre 2022 | Kontiolahti | Finlandia | IN                                                                  |
| 12 gennaio 2025  | Oberhof     | Germania  | MX (con Sebastian Samuelsson, Hanna Öberg ed Elvira Öberg)          |
| 16 marzo 2025    | Pokljuka    | Slovenia  | MX (con Anna-Karin Heijdenberg, Hanna Öberg e Sebastian Samuelsson) |

Legenda:

IN = individuale

RL = staffetta

MX = staffetta mista